# استفان کروک
استفان کروک (انگلیسی: Stefan Krook؛ زادهٔ ۱ اکتبر ۱۹۵۰) قایقران، و قایقران قایق بادبانی اهل سوئد است.